# Nigeriabarbe
Die Nigeriabarbe (Enteromius nigeriensis, Syn.: Barbus nigeriensis) ist ein kleiner Karpfenfisch, der in Afrika in den Stromgebieten von Nil, Volta, Niger, Ogun, Benue und Cross River sowie im Tschadsee vorkommt.

## Merkmale
Die Nigeriabarbe wird lediglich 5 cm lang und hat einen langgestreckten Körper, ein leicht unterständiges Maul und zwei Paare relativ langer Barteln, von denen das vordere bis zur vorderen Hälfte der Augen reicht, das hintere manchmal bis hinter den Hinterrand der Augen. Die Seitenlinie ist vollständig und verläuft unterhalb der Rückenflosse in einer nach unten gebogenen Kurve. Ein dünnes, schwarzes oder bläuliches Längsband erstreckt sich vom Hinterrand des Kiemendeckels bis zum Hinterrand des Schwanzstiels, wo es sich manchmal verbreitert. Unterhalb der Rückenflosse verläuft es deutlich getrennt von der Seitenlinie in einer nach oben gebogenen Kurve. Ansonsten ist die Nigeriabarbe silbrig mit einer bräunlichen Oberseite und einem fast weißen Bauch. Rücken- und Schwanzflosse sind pinkfarben. Weibchen sind kräftiger, Männchen schlanker.
- Flossenformel: Dorsale iii/8, Anale iii/5, Pectorale 12–14, Ventrale 8.
- Schuppenformel: 4,5/27–30/3,5–4,5/2,5/12.

Die Nigeriabarbe lebt in Schwärmen in fließenden Gewässern über schlammigem Grund.